# Saint-Brevin-les-Pins
Saint-Brevin-les-Pins település Franciaországban, Loire-Atlantique megyében. Lakosainak száma 14 645 fő (2022. január 1.). Saint-Brevin-les-Pins Saint-Père-en-Retz, Corsept és Saint-Michel-Chef-Chef községekkel határos.

## Népesség
A település népessége az elmúlt években az alábbi módon változott:
| Lakosok száma | 8008 | 8582 | 8688 | 11 750 | 13 134 | 13 492 | 13 802 | 14 287 | 14 473 | 14 645 |
|               | 1968 | 1982 | 1990 | 2006   | 2013   | 2015   | 2017   | 2019   | 2020   | 2022   |